# Cyborg

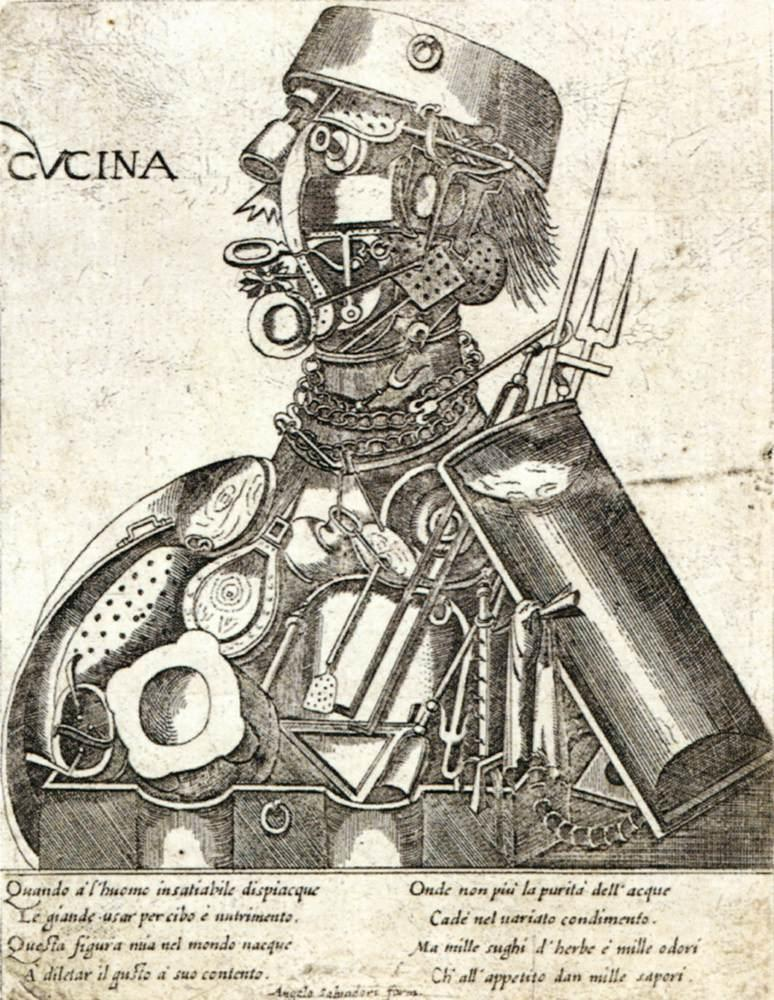
Il cuoco, incisione di Giuseppe Arcimboldo

Un cyborg (pronuncia inglese /ˈsaɪbɔːrɡ/, pronuncia italiana "sàiborg") detto anche organismo cibernetico o bionico è nell'immaginario fantascientifico un essere al confine tra uomo e macchina, grazie alla capacità dei suoi innesti di comunicare attivamente con l'organismo, che risulta dunque costituito da elementi artificiali, come protesi meccaniche ed elettroniche, solitamente innestati sul corpo umano. Il termine, acronimo dalle parole inglesi cybernetic organism ossia organismo cibernetico, è nato nell'ambito della medicina e della bionica e fu reso popolare dagli scienziati Manfred E. Clynes e Nathan S. Kline nel 1960 in riferimento alla loro idea di un essere umano potenziato per sopravvivere in ambienti extraterrestri inospitali. Essi ritenevano che un'intima relazione tra essere umano e macchina fosse la chiave per varcare la nuova frontiera dell'esplorazione spaziale in un prossimo futuro.
Il confine tra essere umano e cyborg è sempre più sfumato, basti pensare ai progressi delle tecnologie applicate alle protesi e agli organi artificiali: una persona dotata di un pace-maker potrebbe infatti già corrispondere alla definizione di cyborg.
A seconda della loro origine, è possibile distinguere i cyborg in due categorie:
1. Esseri biologici potenziati: esseri biologici dotati di importanti innesti cibernetici. In questi casi, solitamente, il cervello e gli organi più importanti del corpo della creatura in questione restano anche nella forma cibernetica e mantengono il ruolo di organi vitali.  
  1. Esseri umani potenziati: esseri umani che hanno subito consistenti modificazioni artificiali ed innesti. Esempi: il protagonista del film RoboCop (1987) è un poliziotto che, ucciso in servizio, viene fatto resuscitare trasformato in cyborg, mentre nel sequel RoboCop 2 (1990), egli deve affrontare un altro cyborg ottenuto innestando in un corpo robotico il cervello, gli occhi e la spina dorsale di un criminale; il protagonista del film Io, Robot (2004) ha un braccio e altri organi cibernetici; in Guerre stellari, Dart Fener ha arti cibernetici e una tecnologica armatura in grado di tenerlo in vita; nel film Terminator - Destino Oscuro (2019), l'umana Grace è stata potenziata con innesti cibernetici al fine di poter proteggere più efficacemente la protagonista dal terminator che le sta dando la caccia; nei romanzi delle serie Legends of Dune e Great Schools of Dune di Brian Herbert e Kevin J. Anderson compaiono i Cymek, cyborg un tempo umani con un corpo robotico controllato da un cervello biologico.
  2. Alieni potenziati: esseri non umani divenuti cyborg al pari degli umani descritti nella precedente categoria. Ad esempio, in Guerre stellari, il Generale Grievous è un alieno dall'intero corpo ricostruito da parti robotiche a eccezione di organi vitali (cuore, occhi e cervello).
2. Androidi, cioè robot umanoidi, provvisti di apporti biologici, spesso allo scopo di aumentare la loro somiglianza con l'essere umano. È il caso del cyborg assassino protagonista del film Terminator (1984) e dei suoi seguiti.

## La teoria del cyborg
La teorica del femminismo Donna Haraway, nella sua "teoria del cyborg", sostiene che la tendenza naturale degli esseri umani è quella di ricostruirsi attraverso la tecnologia allo scopo di distinguersi dalle altre forme biologiche del pianeta: un progetto che parte dalle prime forme di manipolazione del corpo umano e continua oggi con l'utilizzo di protesi tecnologiche e lo sviluppo dell'ingegneria genetica. Il desiderio di migliorare ciò che ha determinato la natura, secondo la Haraway, sarebbe alle origini stesse della cultura umana.

## Fyborg
Fyborg è l'abbreviazione di "functional cyborg", e indica un individuo potenziato tramite estensioni meccaniche ed elettroniche non innestate nel corpo. Il termine è stato proposto nel 1995 da Alexander Chislenko per discriminare tra le creazioni uomo-macchina tipiche della fantascienza e le modalità quotidiane con cui gli esseri umani estendono le proprie capacità attraverso occhiali, auricolari, telefonini, palmari.
Rispetto al cyborg, il fyborg ha il vantaggio di non dover subire operazioni chirurgiche per l'innesto dei dispositivi potenzianti; tuttavia il fyborg potrebbe risentire di svantaggi rispetto al cyborg, a causa dell'interfacciamento non diretto tra corpo e potenziamenti: ne sono un esempio Batman o Adam Jensen nei videogiochi Deus Ex: Human Revolution e Deus Ex: Mankind Divided.

## Animali cyborg
Gli animali telecomandati sono animali controllati a distanza dagli esseri umani. Alcune applicazioni richiedono l'impianto di elettrodi nel sistema nervoso dell'animale, collegati a un ricevitore solitamente portato sul dorso dell'animale. Gli animali sono controllati tramite segnali radio. Gli elettrodi non muovono l'animale direttamente, come se controllassero un robot; piuttosto, segnalano una direzione o un'azione desiderata dall'operatore umano e poi stimolano i centri di ricompensa dell'animale se esso obbedisce. Questi sono talvolta chiamati bio-robot o robo-animali. Possono essere considerati cyborg in quanto combinano dispositivi elettronici con una forma di vita organica e quindi sono talvolta chiamati anche animali cyborg o insetti cyborg.
A causa dell'intervento chirurgico richiesto e delle questioni morali ed etiche che ne derivano, l'uso di animali telecomandati è stato oggetto di critiche, soprattutto in relazione al benessere e ai diritti degli animali, specialmente quando si utilizzano animali complessi e relativamente intelligenti. Le applicazioni non invasive possono includere la stimolazione cerebrale con ultrasuoni per controllare l'animale. Alcune applicazioni (utilizzate principalmente per i cani) utilizzano vibrazioni o suoni per controllare i movimenti degli animali.
Diverse specie di animali sono state controllate con successo a distanza. Tra queste figurano falene, coleotteri, scarafaggi, ratti, squali, topi e piccioni.

Gli animali telecomandati possono essere guidati e utilizzati come animali da lavoro per operazioni di ricerca e soccorso, ricognizioni segrete, raccolta dati in aree pericolose o per altri usi.

Esempi di animali cyborg
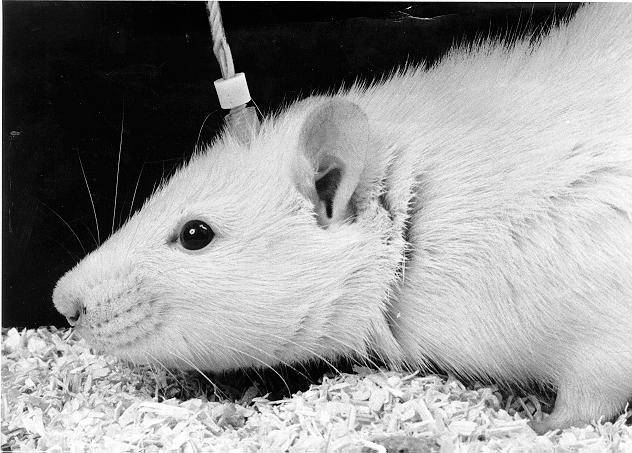
Impianto cronico di elettrodi sottocorticali in un ratto da laboratorio, utilizzato per fornire stimolazione elettrica al cervello.
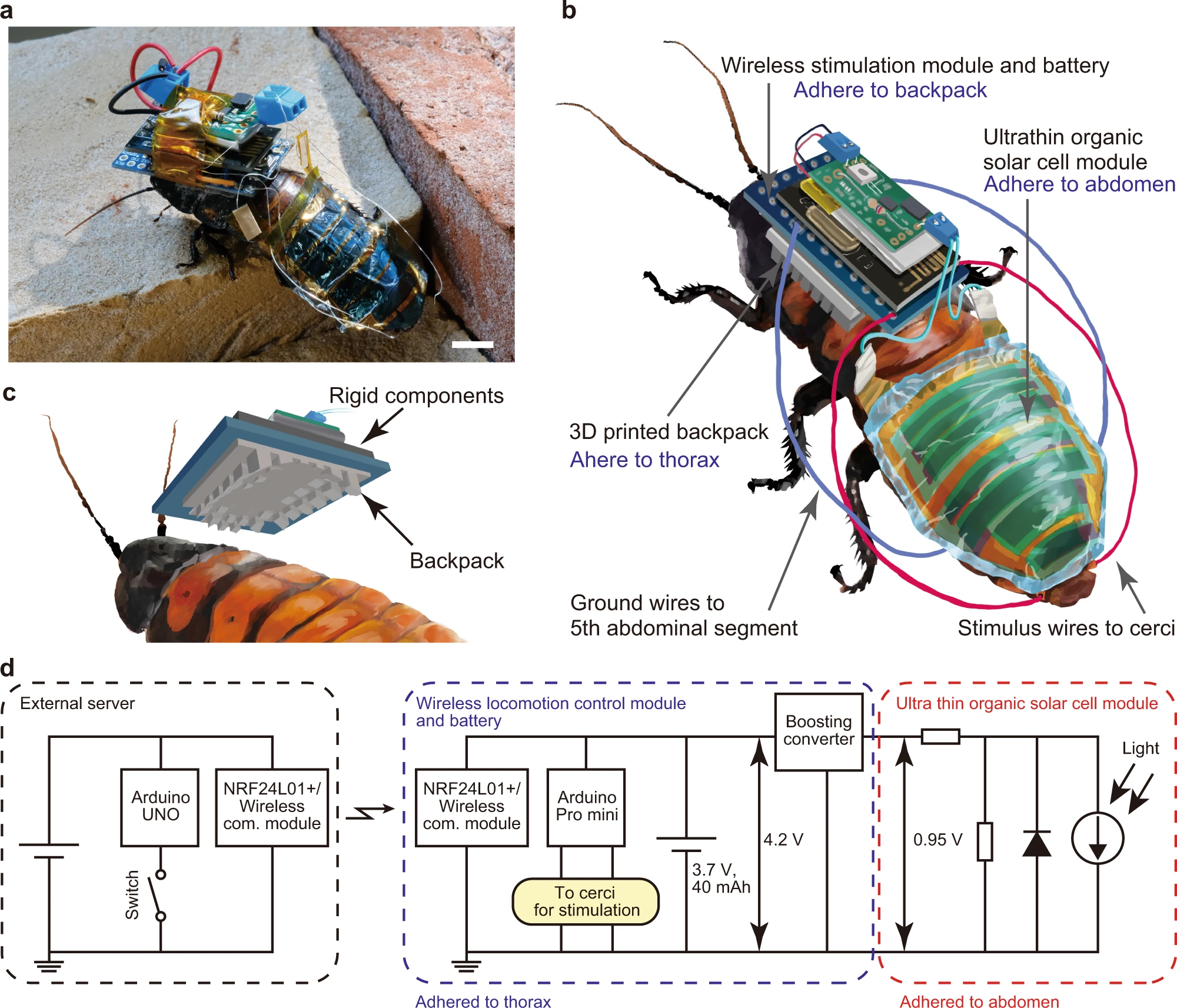
Insetti cyborg ricaricabili con un modulo di celle solari organiche ultramorbide.
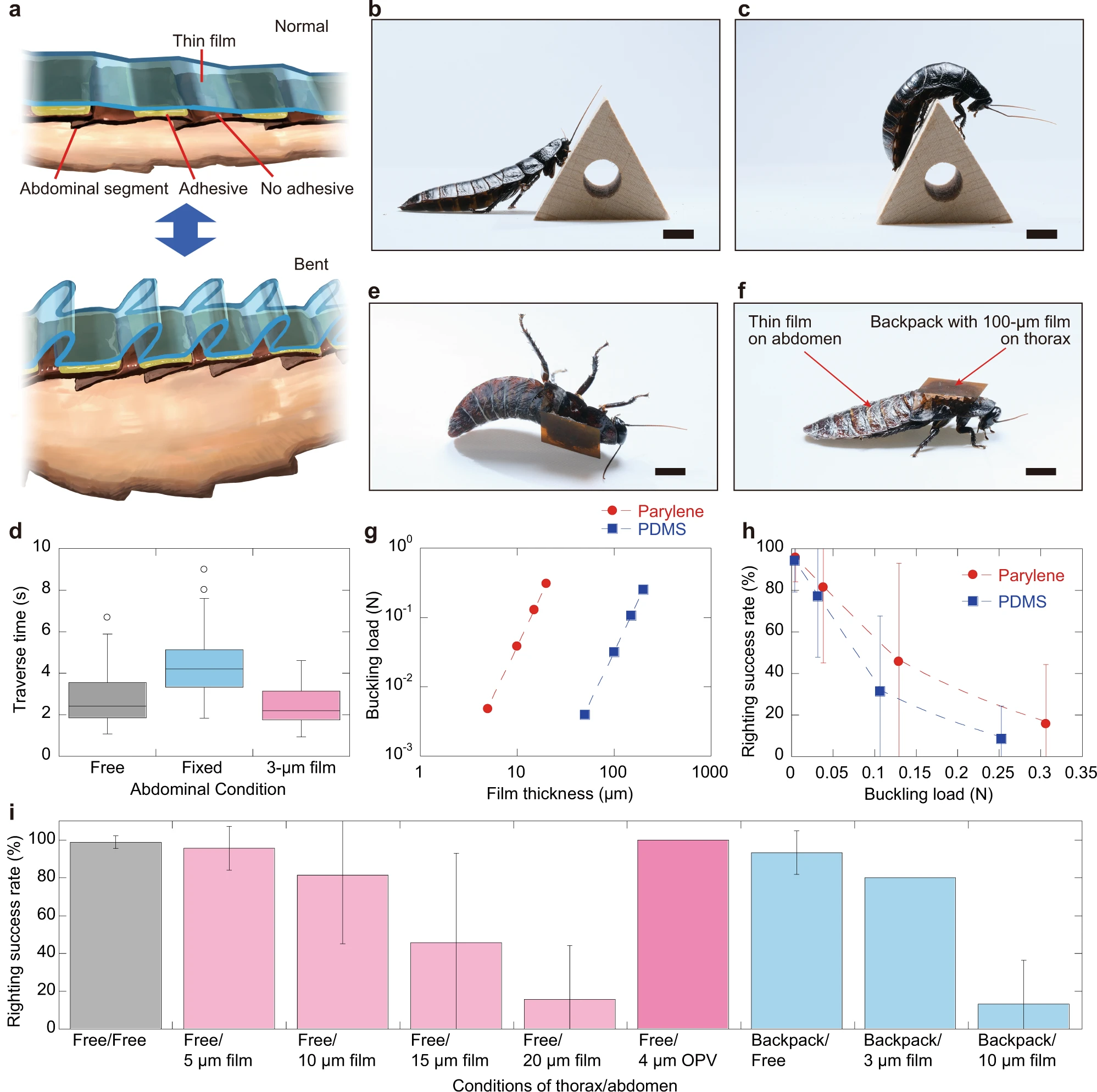
Capacità comportamentali stimolate con l'elettronica negli insetti cyborg.
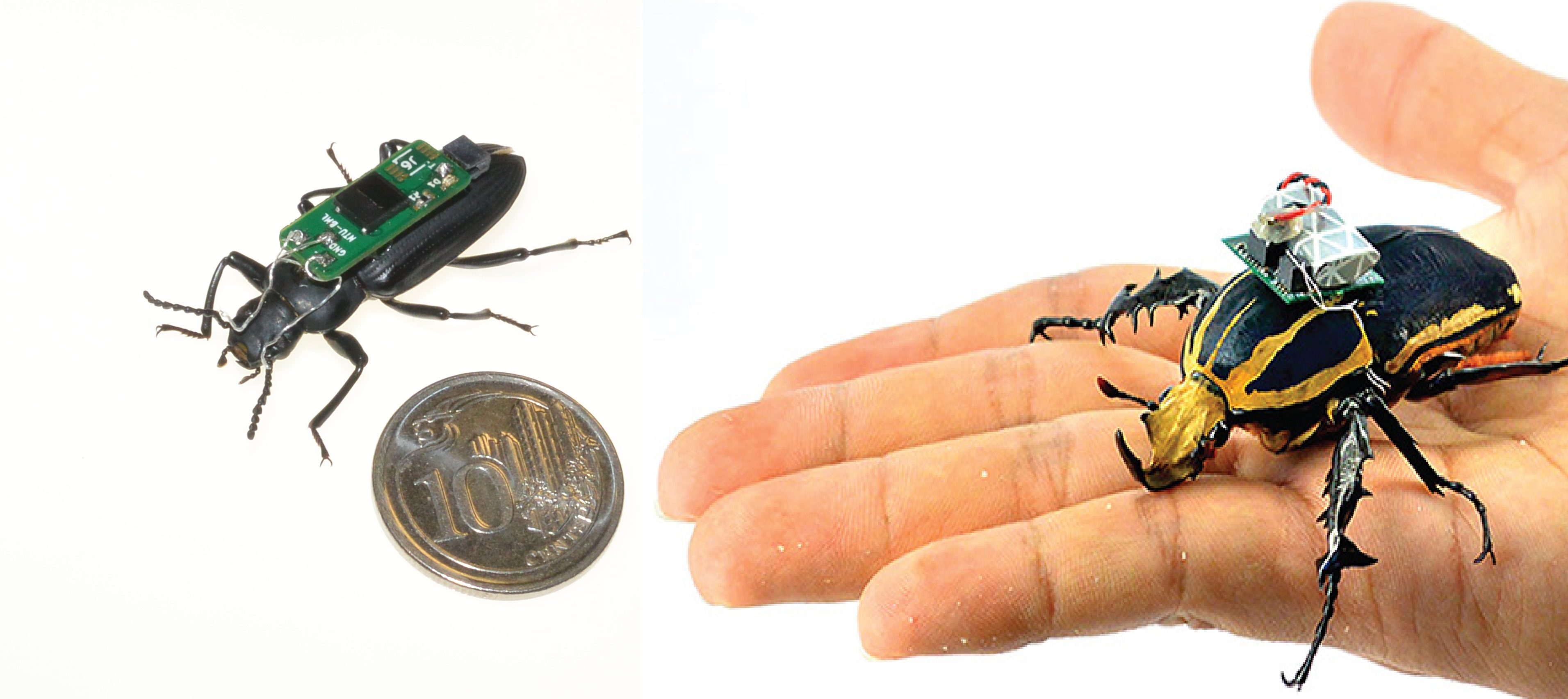
Coleotteri cyborg sviluppati sulla base di Zophobas morio (sinistra) e Mecynorrhina torquata (destra).

## I cyborg nella narrativa e nei media

### Letteratura
La fusione tra uomo e macchina, cantata dai poeti e artisti del Futurismo già prima dell'invenzione della cibernetica, è un tema particolarmente esplorato dagli scrittori del filone fantascientifico cyberpunk, nato nei primi anni ottanta: i personaggi dei romanzi di William Gibson, ad esempio, sono spesso dotati di innesti artificiali che ne potenziano la forza ed altre capacità. L'icona, in questo caso, è Molly, una guardia del corpo dotata di riflessi potenziati e fibre muscolari artificiali, che si è fatta togliere gli occhi per sostituirli con delle inquietanti lenti a specchio, saldate alle orbite oculari.
Anche i protagonisti dei romanzi della Compagnia del tempo (dal 1997) di Kage Baker sono cyborg; vengono utilizzati come agenti temporali e sono teoricamente immortali.

### Cinema
Esempi significativi di cyborg nella cinematografia (in ordine cronologico):
- Metropolis (1927)
- Alien (1979)
- Blade Runner (1982)
- Terminator (The Terminator, 1984)
- RoboCop (RoboCop, Paul Verhoeven, 1987)
- I nuovi eroi (Universal Soldier, 1992)
- Johnny Mnemonic (1995)
- L'uomo bicentenario (1999)
- Io, Robot (I, Robot, Alex Proyas, 2004)
- In Guerre stellari, il Generale Grievous è un alieno dall'intero corpo ricostruito da parti robotiche a eccezione di organi vitali (cuore, occhi e cervello) e Dart Fener ha arti meccanici e un'armatura che lo tiene in vita

Altri film sul tema (in ordine alfabetico):
- Alita - Angelo della battaglia (Alita: Battle Angel) (2019)
- Cyborg anno 2087 metà uomo metà macchina... programmato per uccidere (Cyborg 2087, 1966)
- Cyborg (Cyborg, Albert Pyun, 1989)
- Cyborg 2 (Cyborg 2, Michael Schroeder, 1993)
- Cyborg Cop (Cyborg Cop, Sam Firstenberg, 1993)
- Cyborg Cop 3 (Terminal Impact, Yossi Wein, 1994)
- Cyborg - La vendetta (Nemesis, 1993)
- Jason X (2001)
- Il pianeta del tesoro (2002)
- Hardware: metallo letale (Hardware, 1990)
- Terminator 2 - Il giorno del giudizio (Terminator 2: Judgment Day, 1991)
- Terminator 3 - Le macchine ribelli (Terminator 3: Rise of the Machines, 2003)
- Terminator Salvation (2009)
- Ex Machina (2015)
- Terminator - Destino Oscuro (2019)

### Televisione

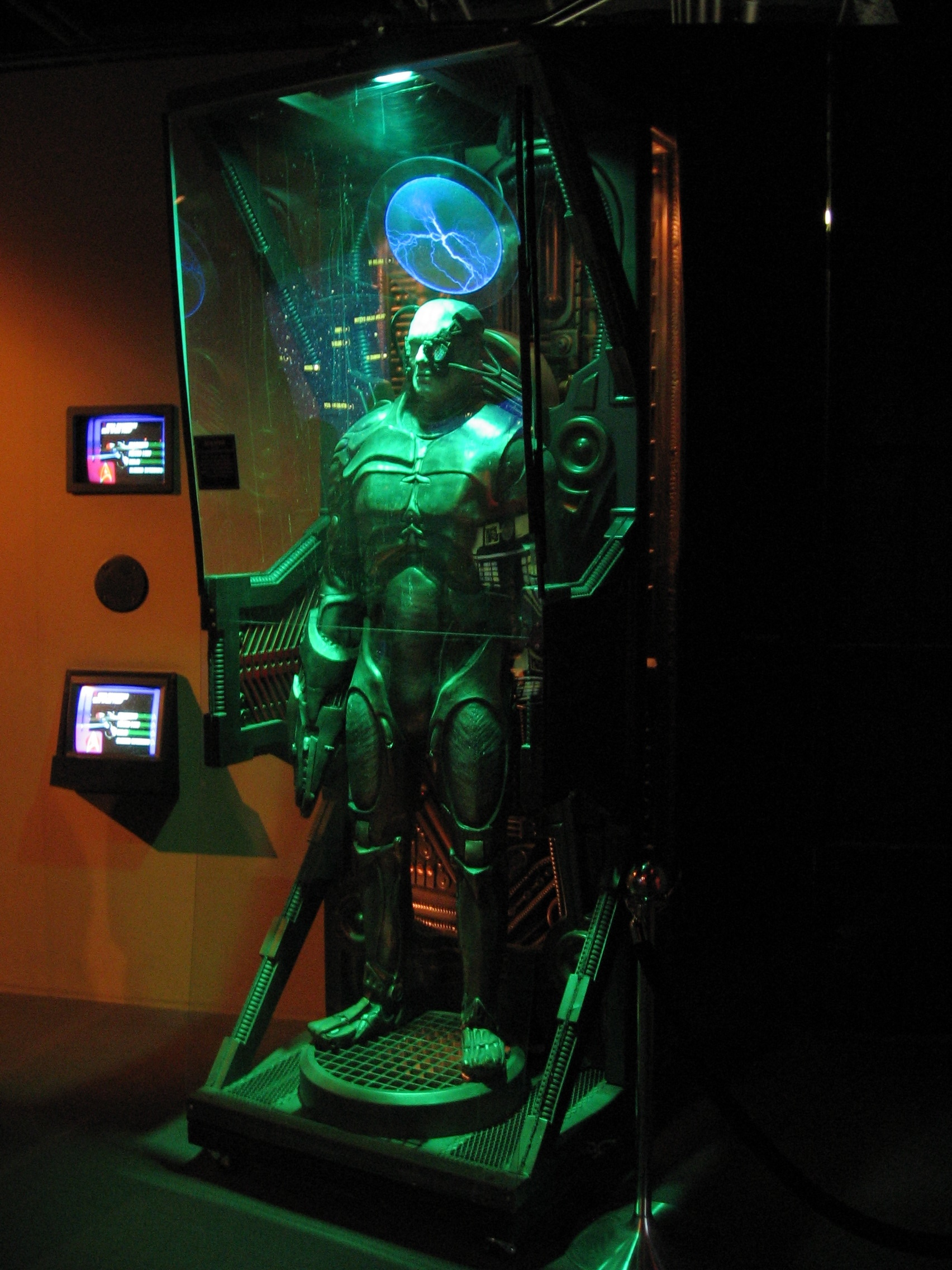
Un drone Borg (Star Trek: Voyager)

- I protagonisti della serie TV degli anni settanta L'uomo da sei milioni di dollari e del suo spin-off, La donna bionica.
- I Cybermen e i Dalek della longeva serie TV britannica Doctor Who
- I Borg, implacabili nemici del genere umano apparsi nella serie TV Star Trek: The Next Generation e presenti anche in Star Trek: Voyager, nel film Star Trek: Primo contatto e in altre serie di Star Trek.
- I Cylon più evoluti della serie TV Battlestar Galactica.
- SilverHawks (1986)
- Bionic Six (1980)
- Le prime serie del franchise di Kamen Rider (serie) creato da Shotaro Ishinomori avevano per protagonisti degli individui trasformati in cyborg dalle organizzazioni antagoniste.

### Fumetti e animazione

#### Fumetti occidentali
Un noto supereroe dei fumetti Marvel, Iron Man è un cyborg a tutti gli effetti: in origine, infatti, la sua armatura era nata da una piastra pettorale per proteggere il suo alter ego Tony Stark da una scheggia troppo vicina al cuore. Successivamente la scheggia è stata rimossa ma, a causa di un incidente, ha dovuto subire l'impianto di un chip nella colonna vertebrale per poter camminare. Altro cyborg della Marvel è Deathlok, conosciuto in Italia negli anni settanta come Cybernus; il personaggio ha avuto diverse incarnazioni, con la caratteristica comune di avere un corpo umano modificato artificialmente. Sempre in tema Marvel, altro Cyborg può essere considerato il Dottor Octopus, nemico giurato dell'Uomo Ragno. Egli è infatti uno scienziato che, a seguito di un'esplosione nel suo laboratorio, si è ritrovato con quattro tentacoli meccanici fusi alla pelle della sua schiena.
Altro famoso supereroe, nel mondo dei fumetti DC, è Victor Stone, cyborg membro dei Titani, il quale, coinvolto in un incidente di laboratorio, ebbe diverse parti del suo corpo, arti, e testa in primis, innestate con componenti elettronici che gli hanno conferito poteri superiori a quelli dei normali esseri umani.
Altro esempio di Cyborg nel fumetto e nell'animazione occidentale è L'ispettore Gadget, detective dotato di "optional" di vario tipo installati sul proprio corpo.

#### Anime e manga
Negli anime uno degli esempi più celebri è Motoko Kusanagi, protagonista della serie Ghost in the Shell.
Il manga Cyborg 009 di Shōtarō Ishinomori, pubblicato in Giappone a partire dal 1964, ha a sua volta portato alla realizzazione di tre serie televisive (1969, 1979, 2001), di cui la seconda giunta in Italia nel 1982 con il titolo di Cyborg, i nove supermagnifici.
L'anime e manga Goku Midnight Eye, tratto dal manga di Buichi Terasawa e diretto sullo schermo da Yoshiaki Kawajiri (1989), è un chiaro esempio di interazione tra uomo e macchina, in cui il protagonista possiede un occhio artificiale con cui allunga un bastone in lega speciale e comanda a distanza satelliti e computer di tutto il mondo.
Tra gli altri esempi le serie della Tatsunoko quali Kyashan il ragazzo androide (1973), Hurricane Polimar (1974), e Tekkaman (1975); inoltre Starzinger (1978) e Galaxy Express 999 (1979) della Toei Animation, i Meganoidi, irriducibili avversari di Daitarn 3 nell'omonima serie, e gli Humaritt di Najica Blitz Tactics.
Nell'anime e manga Dragon Ball di Akira Toriyama, compaiono diversi cyborg creati dal Red Ribbon: Numero 17, 18, 19 e 20. Tali cyborg posseggono forze e capacità straordinarie, controllo del ki, capacità di volare e un alto livello combattivo. Inoltre, Toriyama utilizza l'espediente di ripresentare un nemico sconfitto, supposto morto, sotto forma di cyborg (si veda ad esempio Mecha Freezer o Cyborg Taobaibai).
Altri famosi cyborg sono Franky e Orso Bartholomew, personaggi del manga e anime One Piece; il primo modificatosi da solo dopo essere stato investito da un treno e il secondo modificato da uno scienziato del manga, Vegapunk.
Nell'anime Il Grande Mazinga, i nemici del robot, i Mikenes, sono a tutti gli effetti degli esseri cibernetici, infatti per poter riemergere dalle viscere della Terra dove si erano rifugiati a seguito di un cataclisma, hanno accettato loro malgrado di farsi modificare dal loro sovrano, il Generale Nero, subendo pesanti interventi di robotizzazione fino a convertire i propri corpi in quelli di giganteschi automi dalle forme aberranti; divengono così dei cyborg tutti i principali Generali e comprimari di questo popolo ostile; anche il Dottor Inferno, dopo la sua apparente morte, diventa il cervello di un cyborg, il Grande Maresciallo del Demonio.
Nel manga e corrispettivo anime Jeeg robot d'acciaio, il protagonista Hiroshi, in seguito a un grave incidente in laboratorio, viene salvato dal padre, il Professor Shiba, il quale miniaturizza e innesta nel suo petto una antica campana in bronzo, dotata di una tecnologia aliena, rendendolo di fatto un cyborg. Il giovane uomo, grazie alla tecnologia e ai poteri di questo artefatto, diviene poi in grado di trasformarsi nella testa di un grande robot che completa il suo corpo con dei componenti lanciatigli da un velivolo di appoggio al suo seguito, costituendo quindi l'unione di un essere umano con componenti meccaniche.
Nei manga di Tsutomu Nihei (Blame!, Biomega, Noise...) i personaggi sono cyborg nella maggioranza dei casi.
Nel manga Alita l'angelo della battaglia l'autore Yukito Kishiro ricrea un mondo vivo e futuribile popolato da cyborg e umani in cui si alternano letali battaglie a momenti di introspezione sul reale significato del termine umanità.
Nel manga Hellsing di Kōta Hirano, si scopre che il Maggiore, il folle capo dell'organizzazione criminale nazista Millennium, è in realtà un cyborg (il che spiega come, nonostante abbia più di 80 anni, il suo aspetto sia quello di un uomo trentenne).
Nel manga Le bizzarre avventure di JoJo, il generale nazista Rudol Von Stroheim, dopo essersi fatto saltare in aria nello scontro con l'uomo del pilastro Santana, rinasce sotto forma di cyborg con l'utilizzo della scienza tedesca.

### Videogiochi
Alcuni dei videogiochi di rilievo che hanno cyborg come protagonisti:
- BioForge (1995)
- Bionic Commando (1987) e seguiti
- Bomb Rush Cyberfunk (2023)
- Bombshell (2016)
- Cyberpunk 2077 (2020)
- Cyborg (1981)
- Cyborg (1987)
- Cyborg 009 (1993)
- Cyborg Justice (1993)
- Deadlink (2022)
- Deus Ex (2000) e seguiti
- Far Cry 3: Blood Dragon (2013)
- Ghost in the Shell: Stand Alone Complex (2004)
- Mandroid (1987)
- Metal Gear Rising: Revengeance (2013)
- Phantom Fury (2024)
- Project: Snowblind (2005)
- Quake 4 (2005)
- RoboCop (1988) e seguiti
- RoboCop versus The Terminator (1993)
- Sanabi (2022)
- Sense (2022)
- Severed Steel (2021)
- Shadowrun Returns (2013) e seguiti
- Signalis (2022)
- Space Siege (2008)
- Spyborgs (2009)
- Star Trek: Borg (1996)
- Super Cyborg (2014)
- Syndicate (1993) e seguiti
- System Shock (1994) e seguiti
- Terminator 2: Judgment Day (1991) e correlati
- Terminator 3 - Le macchine ribelli (2003)
- Terminator 3: The Redemption (2004)
- Turbo Overkill (2022)
- Wanted: Dead (2023)
- Whispers of a Machine (2019)